# Dowell, Illinois
Dowell là một làng thuộc quận Jackson, tiểu bang Illinois, Hoa Kỳ. Năm 2010, dân số của làng này là 408 người.

## Dân số
Dân số qua các năm:
- Năm 2000: 441 người.
- Năm 2010: 408 người.